# La boda del huitlacoche
La boda del huitlacoche est une chanson populaire mexicaine qui appartient au registre des ballades qui mettent en scène un mariage d'animaux. Elle descend probablement d'une romance espagnole, mais elle est revenue dans l'actualité par divers chemins qui rendent l'identification de l'auteur de son texte incertaine. Le hasard combiné de choix artistiques et des mécanismes des réseaux sociaux l'on remise à la mode en 2022.

## Caractéristiques

### Un titre discuté

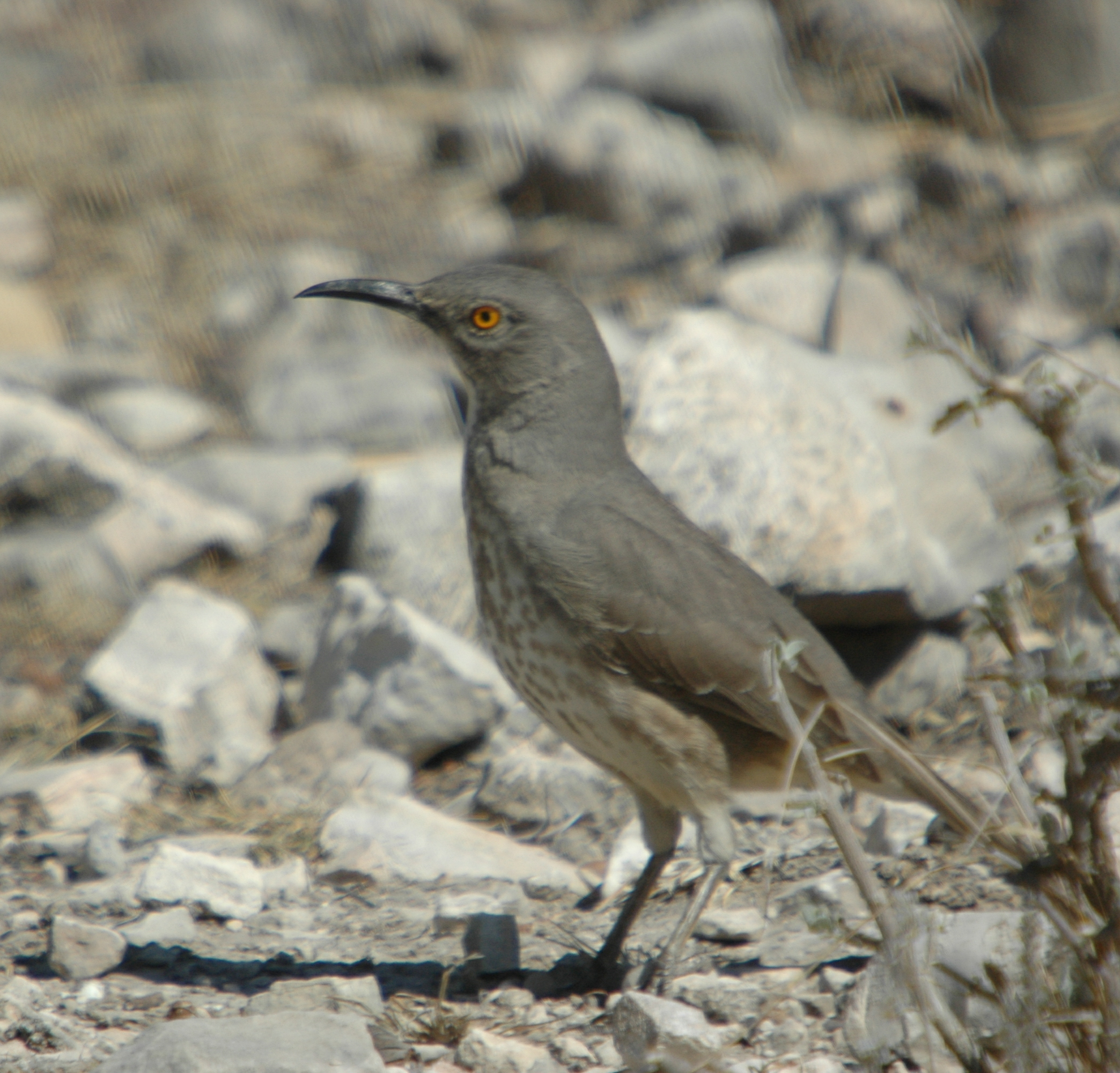
moqueur à bec courbe ou cuitlacoche

La chanson traite des noces d'un « huitlacoche » avec une « pie célèbre » (urraca famosa). Le « huitlacoche » désigne le plus souvent au Mexique, les grains de maïs infectés par le charbon du maïs qui constituent l'un des mets les plus appréciés de la cuisine mexicaine. Et selon l'Académie Mexicaine de la langue, les variantes « cuitlacoche », « güitlacoche », « huiclacoche », « quitlacoche » sont aussi valides. 
Mais dans de nombreuses régions le mot « cuitlacoche », et par extension le mot « huitlacoche » servent à désigner le moqueur à bec courbe et d'autres oiseaux du genre Toxostoma.
Le linguiste Guido Gómez de Silva dans son « Diccionario breve de mexicanismos » ne tranche pas la question et a proposé le mot « cuicacoche » pour désigner l'oiseau, tout en le faisant descendre du mot náhuatl « cuicatl ».
L'Académie royale espagnole est aussi de cet avis et définit, dans son dictionnaire le mot « cuicacoche » comme « Ave canora de México, algo menor que el tordo, con las plumas del pecho y del vientre amarillas, y las demás grises o negras » (oiseau chanteur du Mexique, plus petit qu'une grive avec des plumes jaunes sur la poitrine et sur le ventre, et les autres grises ou noires).
Le titre académique de la chanson devrait donc être la « Boda del cuicacoche », mais la tradition linguistique a consacré la confusion.

## Une origine incertaine
Le thème et ses variantes a intéressé l'ethnomusicologue Vicente T. Mendoza dans le cadre des recherches qu'il a menées pour la rédaction et l'amélioration des éditions de son livre « El romance español y el corrido mexicano ». Il avait lui-même recueilli une variante du texte, en 1948, à Fresnillo dans l'état de Zacatecas qui aborde des thématiques plus variées que la chanson moderne et notamment l'hypothèse du décès d'un coyote qui assiste au mariage.

## Sources
- (es) Manuel Arciniega, « Huitlacoche » [html], sur México en Mi Cocina, de México en mi Cocina, San Nicolás de los Garza, Frisco, Mexico in my Kitchen, LLC., 17 octobre 2020.
- (es) Guido Gómez de Silva, Diccionario breve de mexicanismos, México, Academia Mexicana & Fondo de Cultura Económica, 2001, 252 p. (ISBN 968-16-6408-6, lire en ligne [PDF]).
- (es) « cuitlacoche » [html], Diccionario breve de mexicanismos de Guido Gomez de Silva, Ciudad de México, Academia Mexicana de la Lengua (consulté le 2022)
- (es) « ¿Qué es el huitlacoche, duda que surge en la canción de Carín León? » [html], sur El Imparcial, EL Imparcial, Hermosillo, Impresora y Editorial Hermosillo, S.A. DE C.V., 9 juillet 2022.
- (en) « Victor matrix XVE-53284. El huitlacoche / Tapia y Rubio » [html], sur Library of University of California in Santa Barbara, Discography of American Historical Recordings, Santa Barbara, The regents of the University of California (consulté le 3 octobre 2022).
- (en) « La Boda Del Huitlacoche de Carlos Madrigal », sur The Strachwitz Frontera Collection, Digital Library of University of South California Los Angeles - the Arhoolie Foundation (consulté le 9 juin 2022).
- « Carlos Madrigal With Mariachi Pulido – La Boda Del Huitlacoche/El Acaba Catinas ».